# Paracarystus
Paracarystus là một chi bướm ngày thuộc họ Bướm nâu.